# Мшага (река)
Мша́га (устар. Пшага) — река в России, протекает в Новгородской области.
Берёт начало в урочище Веретейка, недалеко от границы с Псковской областью. Протекает по территории Солецкого и Шимского районов. Длина реки — 106 км, площадь бассейна — 1540 км², ширина — 15—20 м. Левый приток Шелони, впадает в 19 километрах от её устья.
Левые притоки: Лютень, Чёрная с Крапивенкой, Покоска, Хотынка с Лонненкой, Киба; правые притоки: Леменка, Мшажка.
От устья до места впадения Кибы Мшага достаточно полноводна для мелкого судоходства. Выше по течению река значительно мельчает, часто встречаются каменистые перекаты. Берега низкие заболоченные, заросшие тростником.
Самый крупный населённый пункт, расположенный на реке — село Медведь. Мшага протекает также по окраине посёлка Уторгош.

## История
В ганзейских документах XV века не раз упоминается о Лужском пути, который связывал Новгород с Финским заливом: Волхов—Ильмень—Шелонь—Мшага—Киба—волок до р. Луга и далее по Луге в Финский залив.
Лужский путь представлял собой важнейшую транспортную артерию и использовался в случае, если традиционный путь Волхов—Ладога—Нева—Финский залив был по каким-то причинам блокирован.
В устье Мшаги расположены два разделённых рекой села — Мшага Ямская и Мшага Воскресенская, в прошлом — Новая Соль (она же Новая Руса). К концу XVI века здесь бурно развился соляной промысел. Новая Соль являлась центром Новосельского кормления, в который входили погосты Медведь, Струпенский, Дворецкий, Любыньский, Свинорецкий и Мусецкий. Именно со Мшаги происходит одно из наиболее подробных изображений с натуры соляных варниц.

## Притоки (км от устья)
- 1,9 км: река Мшажка (пр)
- 2,5 км: река Кукшинка (лв)
- 26 км: река Киба (лв)
- 27 км: ручей Леменка (пр)
- 32 км: река Хотынка (Лютинка) (лв)
- 37 км: река Покоска (лв)
- 47 км: река Чёрная (лв)
- 80 км: река Лютень (лв)